# Tirrenosiro minor
Tirrenosiro minor is een hooiwagen uit de familie Parasironidae.